# Svatý Patrik
Svatý Patrik (irsky Naomh Pádraig, angl. Saint Patrick) byl starověký křesťanský duchovní, mnich, misionář a biskup, původem z římské Británie, který působil ve druhé polovině 5. století v Irsku. Naše povědomí o něm je velmi mlhavé, drtivou většinu informací poskytují jednak dva nedatované listy, jichž je sv. Patrik autorem, jednak starověké legendy a jejich soupisy, jejichž nejstarší záznamy pocházejí ze 7. století. Řada moderních historiků je navíc přesvědčena, že část činů, které legendy sv. Patrikovi připisují, ve skutečnosti vykonal misionář Palladius, s nímž postava sv. Patrika v legendách postupně splynula.
Život sv. Patrika nelze s jistotou přesně datovat. Ulsterské anály udávají rok narození 387 a rok úmrtí 461, obě data však byla zpochybněna. Víme, že sv. Patrik pocházel ze vznešené velšské rodiny a jeho původní jméno znělo Maewyn Succat (resp. v polatinštěné verzi Magonus Succetus). V šestnácti letech byl unesen otrokáři do Irska, odtamtud po šesti letech uprchl a vrátil se domů. Poté se stal mnichem a vrátil se do Irska, kde misionářsky působil v druhé polovině 5. století. Jeho přesné postavení není jasné, pravděpodobně byl biskupem či opatem s biskupskými pravomocemi. Podle tradice byl opatem v Armagh a prvním biskupem arcidiecéze Armagh.
Podle tradice byl pohřben v Down Cathedral v Downpatricku po boku svaté Brigity a svatého Kolumby, taktéž patronů Irska, nicméně nikdy to nebylo potvrzeno hmatatelnými důkazy. Minimálně na lokální úrovni byl patrně uctíván jako světec prakticky ihned po své smrti. O míře významu, kterou mu současníci přisuzovali, svědčí i zuřivý spor o to, kde bude pohřben, který přivedl sever Irska na pokraj občanské války (tzv. bitva o ostatky svatého Patrika). V Irsku a státech s významným irským přistěhovalectvím je mu zasvěcena celá řada kostelů, mezi nimi i větší počet katedrál. Jeho symbolem je zelená barva a jetelový trojlístek, s jehož pomocí údajně vysvětloval princip Nejsvětější Trojice.
Svatému Patrikovi, přezdívanému též Apoštol Irska či Věrozvěst Irska (popř. Irů), se připisuje klíčová úloha v pokřesťanštění Irska. Je patronem Irska a jeho svátek, Den svatého Patrika (Saint Patrick's Day), slavený 17. března, tj. v předpokládaný den jeho smrti, je zároveň nejvýznamnějším svátkem Irska a všech Irů a je spojen s rozsáhlými bujarými oslavami, jejichž náboženský rozměr je již poněkud potlačen. Irové svátek slaví všude ve světě, s charakteristickými „zelenými“ oslavami se lze tedy setkat nejen v Irsku, ale i např. ve Spojených státech amerických, Kanadě či České republice.

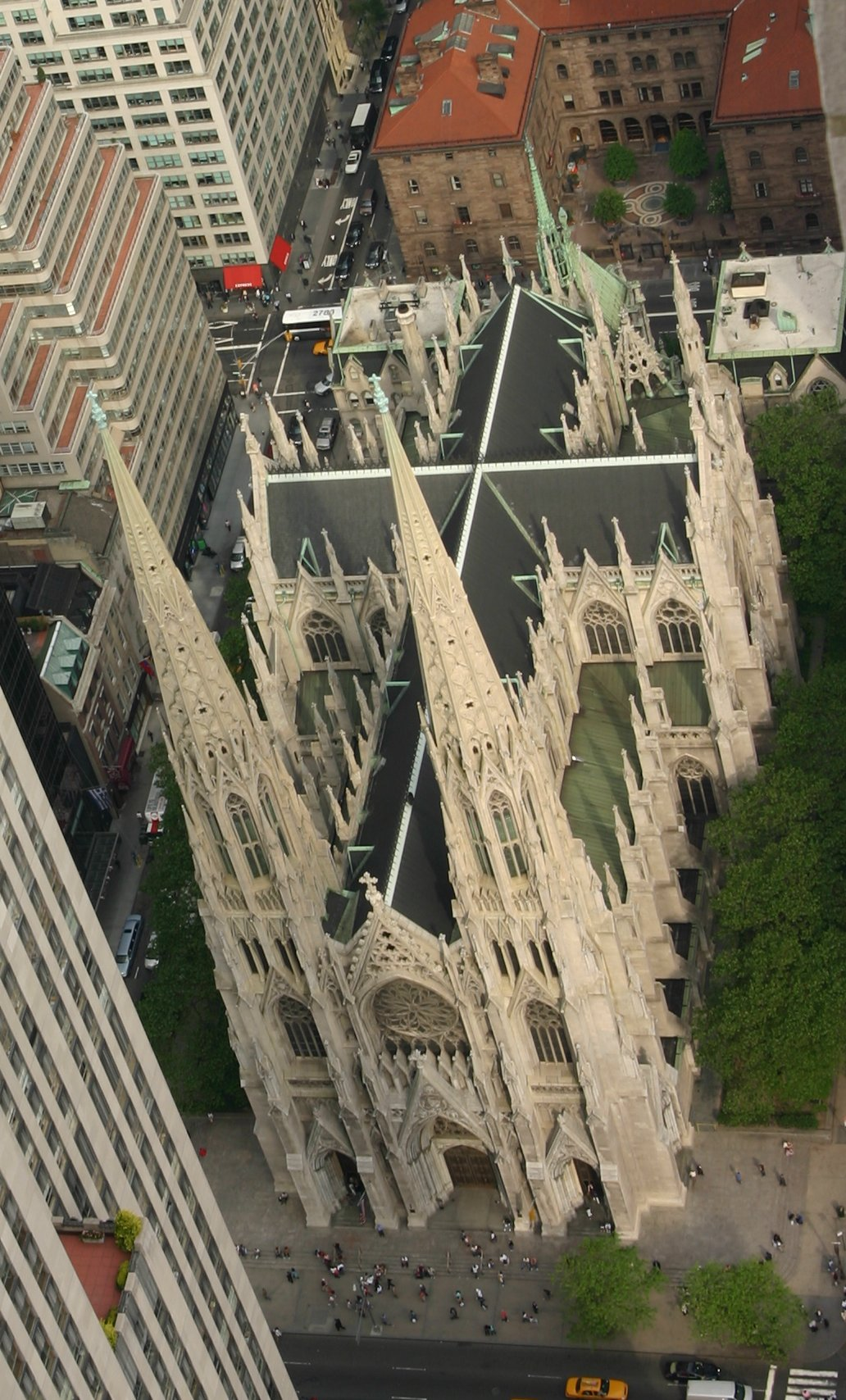
Katedrála svatého Patrika v New Yorku

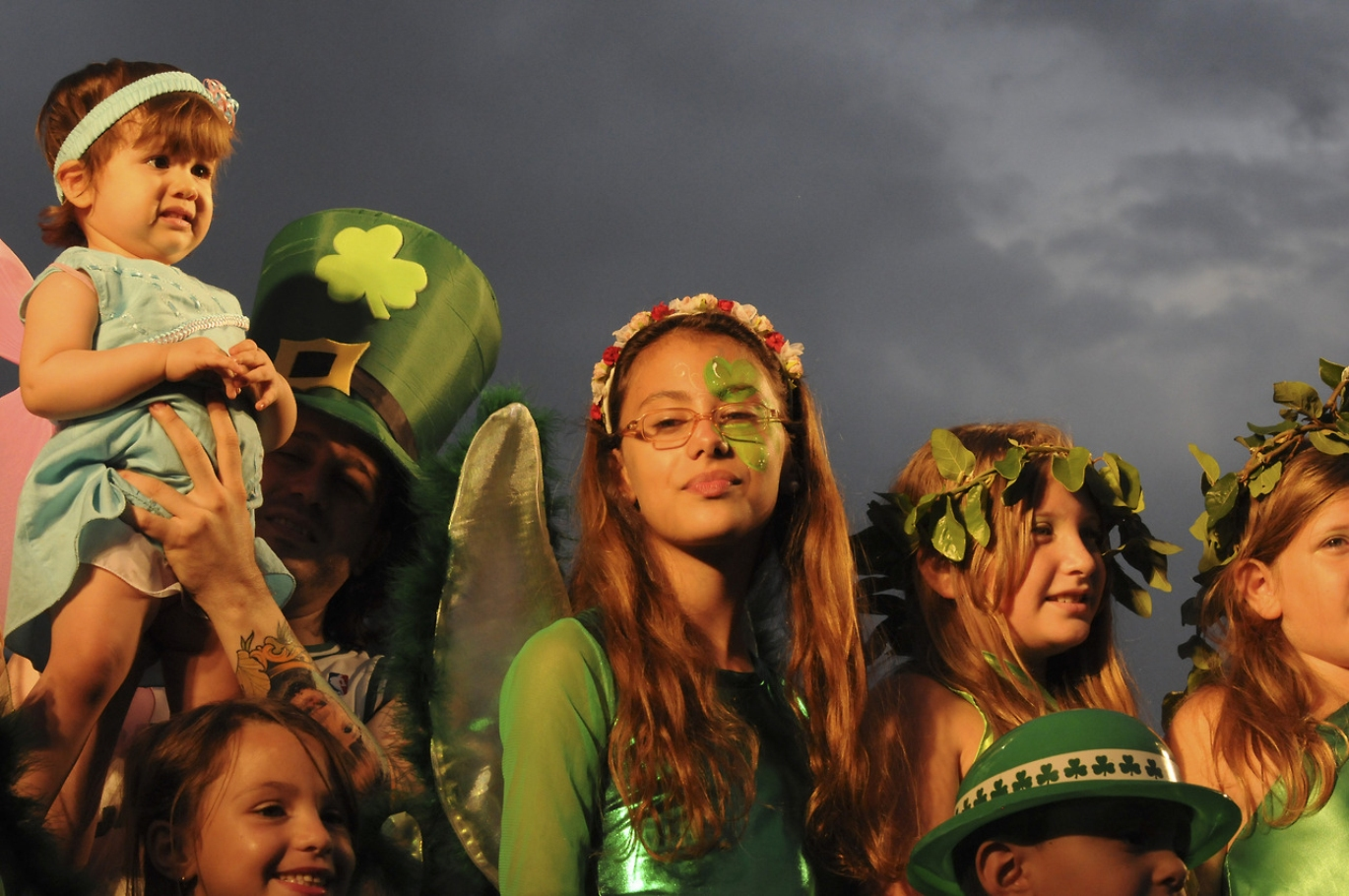
Den svatého Patrika, Buenos Aires (Argentina)

## Jméno
Jméno Patrik je částečně počeštěná verze jména Patricius, které označovalo vznešeného muže. Protože se ale sv. Patrik slaví u nás 19. února, ale v anglosaských zemích je jeho svátek 17. března (odlišná církevní tradice), začal se u nás, prvně vtipem, spojovat se jménem Vlastimil, který slaví 17. března svátek podle českého kalendáře. A to s vtipným vysvětlením, že Patrik je z latinského Patria, neboli Vlast.

## Život
Za nejdůležitější zdroj o mládí sv. Patrika je považován jeho latinsky psaný list Confessio (Vyznání), v němž podává stručné vylíčení svého dosavadního života a působení. List postrádá dataci a události vztahuje k Patrikově věku. Místem narození Magona Succeta bylo Banna Venta Berniae, ležící (snad) poblíž dnešního Carlisle. Datum jeho narození je nejasné. Ulsterské anály udávají jako rok narození 387, z nich vycházející autoři udávají tento rok nebo údaj okolo roku 385. Moderní historikové ovšem tomuto datu nedůvěřují a na základě rozličných indicií kladou Patrikovo narození až do pozdějších dob, někdy až do roku 415.
Patrikovým otcem byl jáhen Calpornius, dědem pak kněz Potitus. V šestnácti letech byl zajat a unesen irskými nájezdníky do Irska, kde strávil šest let v otroctví. Během této doby vzrostlo jeho náboženské zanícení, posílené přesvědčením, že otroctví je trestem za jeho dosavadní bezbožný život. Po šesti letech uprchl a po rozličných dobrodružstvích se mu podařilo vrátit se k rodině do rodné země, kde se záhy stal mnichem. K návratu do Irska v pozici misionáře se dle Conefessia odhodlal na základě Božího vnuknutí, které za ním přišlo v podobě snu:
| „                        | Tenkrát jsem měl vidění, viděl jsem člověka řečeného Viktorikus, který přišel z Irska s množstvím dopisů a jeden z nich mi dal přečíst. Na prvním řádku stálo napsáno: Hlas Irů – a jak jsem četl dále začátek toho dopisu, zdálo se mi, že slyším jejich hlasy, které patřily lidem z oněch Volkatských lesů, které se nacházejí u Západního moře. Jako by mě jednohlasně volali: Prosíme tě synu, přijď opět do našeho středu... Já jsem po nich rovněž velmi silně zatoužil, a vtom jsem se probudil. Sláva Bohu, že po mnoha letech Pán uslyšel jejich nářek a splnil jejich přání. | “ |
| — sv. Patrik v Confessio | |   |

## Legendy

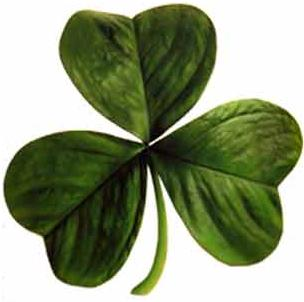
Jetelový trojlístek (shamrock), symbol sv. Patrika

Podle legendy vyhnal z Irska hady, a proto prý se dodnes na ostrově žádný z těchto plazů nevyskytuje. Podle některých interpretací může jít o nepochopenou alegorii (symbol hada byl používán druidy, jejichž náboženství bylo nahrazeno křesťanstvím, které šířil při misiích sv. Patrik).
Podle dalších pověstí Patrik vysvětloval na příkladu jetelového trojlístku (shamrocku) princip Nejsvětější Trojice, proto se trojlístek stal jeho symbolem.
Na vrcholu hory Croagh Patrick prý Svatý Patrik vydržel 40 dní bez jídla.

## Patron a patrocinia
Kromě Irska je sv. Patrik jako svatý patron uctíván v Anglii, ve východním Štýrsku, dále ve Švábsku, v jehož městě (Hohenstadt) se od roku 1652 konaly poutě; ve Francii jsou ostatky uctívány ve městech Rouen a Lérins, v severní Americe je několik center, například katedrála sv. Patrika v New Yorku, také v Austrálii.
Patrik je patronem profesí kadeřníků, kovářů, havířů a bednářů. Rovněž se k němu obracejí sedláci při modlitbě za zdravý dobytek. Nejčastěji jej však lidé prosí, aby od nich odehnal zlo nebo je uzdravil.

### České země
- Úctu ke sv. Patrikovi z Německa přinesl a zavedl hrabě Jan Špork. Jeho syn František Antonín Špork dal v kostele Nejsvětější Trojice v Kuksu vztyčit oltář sv. Patrika s barokní malbou zázračného uzdravování nemocných. Svatý Patrik tam byl patronem klientů místního hospitálu.

- Nástěnná malba sv. Patrika se objevuje v 19. století v kostele Nejsvětější Trojice ve Fulneku.
- Existují dvě sochy sv. Patrika na Těšínsku v Karviné a v Dolní Lutyni.